# Lara Domaç
Lara Domaç (* 13. Oktober 1999 in Istanbul) ist eine türkische Schauspielerin.

## Leben und Karriere
Lara Domaç wuchs in Istanbul auf. Sie studierte an der Tümay Özokur Akademi. Zunächst trat sie in verschiedenen Werbespots auf. Ihr Debüt gab sie 2013 in der Fernsehserie 20 Dakika. Anschließend hekam sie 2021 in der Serie Bir Yeraltı Sitcom'u eine Hauptrolle. Von 2021 bis 2022 war sie in Teşkilat zu sehen.
Außerdem wurde sie 2022 für die Serie Adı Sevgi gecastet. Zwischen 2022 und 2023 setzte Domaç ihre Karriere in Üç Kız Kardeş fort.

## Filmografie
Serien
- 2013: 20 Dakika
- 2021: Bir Yeraltı Sitcom'u
- 2021–2022: Teşkilat
- 2022: Adı Sevgi
- 2022–2023: Üç Kız Kardeş